# Каролина Возњацки
Каролина Возњацки (дан. Caroline Wozniacki, пољ. Karolina Woźniacka; 11. јула 1990) бивша је данска тенисерка пољског порекла, некадашња првопласирана на WTA листи најбољих тенисерки света. На првом месту се први пут нашла 7. октобра 2010, а као првопласирана је провела укупно 71 недељу. У каријери је освојила тридесет титула у појединачној конкуренцију, укључујући Отворено првенство Аустралије 2018. године. Два пута се пласирала у финале Отвореног првенства САД. Возњацки је, такође, освојила ВТА првенство и шест Обавезних Премијер / Премијер 5 турнира.

## Лични живот
Возњацки је кћерка пољских имиграната у Данској, Пјотра и Ане. Пјотр Возњацки је тренутно њен тренер и тренер спортског центра у Данској, док је њена мајка Ана играла за одбојкашку репрезентацију Пољске. Њен отац се такође професионално бавио фудбалом, а након његовог трансфера у један дански клуб цела породица се преселила у Оденсе, где је Возњацки и рођена. Њен старији брат Патрик професионално игра фудбал за ФК Фрем у Данској.
Њене добре пријатељице међу тенисеркама су Агњешка и Уршула Радвањска, Сабина Лизики и Сорана Крстеа. Велики је обожавалац рукомета, фудбала и пливања, а уме и да свира клавир. Течно говори дански, пољски и енглески језик, и разуме руски.

## Каријера

### Почетак
Професионално је почела да игра тенис 2005. године, у својој петнаестој години. 2006. је у јуниорској конкуренцији стигла до финала Отвореног првенства Аустралије и освојила Вимблдон. Прву титулу је освојила крајем сезоне, када је у финалу ИТФ турнира у Истанбулу савладала Татјану Малек, 6-2, 6-1. Наредне године је освајила још два ИТФ турнира, а и пласирала се у друго коло Вимблдона, након чега ке по први пут ушла у првих 100 тенисерки на ВТА листи. На турниру у Токију је стигла до свог првог полуфинала, где је изгубила од Винус Вилијамс, 3-6, 5-7.

### 2008.
Успон на ВТА листи настављен је и ове сезоне, када је на свом дебитантском наступу на Отвореном првенству Аустралије поразила Жизелу Дулко, Аљону Бондаренко и Сабину Лизики и тек у осмини финала изгубила од будуће вицешампионке Ане Ивановић са 1-6, 6-7. У Дохи је добила Марион Бартоли и Анабел Медину Гаригес, а испала је у четвртфиналу од Марије Шарапове са убедљивих 0-6, 1-6. Ушла је у првих 50, а потом играла четвртфинале у Стокхолму. У Индијан Велсу и Мајамију прошла је до осмине финала, али више није могла. Прво је испала од Светлане Кузњецове, а на Ки Бискејну од Винус Вилијамс. На Ролан Гаросу 2008. у трећем колу губи опет од Ане Ивановић. На дан почетка Вимблдона, 23. јуна 2008, остварује најбољи пласнан на ВТА листи, 30. место.
Након Вимблдона, Возњацки игра на турниру у Порторожу, (Словенија), али губи у полуфиналу 6-4, 6-4 од Саре Ерани, која касније и осваја турнир. Затим наступа на турниру у Стокхолму (Шведска), где осваја своју прву ВТА титулу. У финалу је убедљиво победила Рускињу Веру Душевину, 6-0, 6-2.
Затим Возњацки игра на Олимпијским играма 2008. у Пекингу. У другој рунди наноси пораз 12. носитељки Данијели Хантуховој. Међутим, губи у трећој, и то од Јелене Дементјеве, која касније осваја златну медаљу.
Возњацки у августу осваја још један турнир, Њу Хевен. На путу до титуле победила је тенисерке као што су Марион Бартоли и Ализе Корне, а у финалу побеђује Ану Чакветадзе, 3-6, 6-4, 6-1.
Каролина Возњацки је била постављена за 21. носиоца на Отвореном првенству САД 2008. Победила је у својим мечевима првог и другог кола, а по мечу је изгубила по само три гема. Пласирала се у 4. коло, у ком је изгубила од касније финалисткиње Јелене Јанковић.
Заједно са Анабел Медином Гаригес, 28. септембра је освојила Отворено првенство Кине у конкуренцији женских парова, што је њена прва титула у овој конкуренцији. Такође је победила Кају Канепи у финалу Отвореног првенства Јапана, у Токију, освојивши трећу титулу у сезони.
Њен однос победа и пораза на крају сезоне био је 58–20 у појединачној конкуренцији, а 8–9 у конкуренцији парова. Завршила је сезону као 12. у појединачној конкуренцији, а 79. у конкуренцији парова. Освојила је ВТА награду за најбољу нову тенисерку.

### 2009.
На прва два турнира у сезони стигла је до четвртфинала. На Окланд класику је поразила Јелена Веснина, 3–6, 6–0, 3–6, а на Међународном првенству Сиднеја другопласирана тенисерка света, Серена Вилијамс, 7–6(5), 3–6, 6–7(3), иако је имала три меч лопте када је сервирала за меч при резултату 6–5 у трећем сету. Постављена за 11. носиоца на Отвореном првенству Аустралије, изгубила је у трећем колу од тенисерке која је добила специјалну позивницу организатора, Јелене Докић, 6–3, 1–6, 2–6.
Стигла је до четвртфинала Отвореног првенства Патаје, где је поразила Магдалена Рибарикова, 6–4, 6–1. Била је први носилац на Купу Мемфиса, где је стигла до финала, у коме ју је поразила Викторија Азаренка 1–6, 3–6. Међутим, њих две су у конкуренцији парова освојиле титулу, савладавши у финалу Михаелу Крајичек и Јулијану Федак, 6–1, 7–6(2).
Стигла је до четвртфинала на прва два Обавезна Премијер турнира. На Отвореном првенству Индијан Велса изгубила је касније победнице, Вере Звонарјове, 4–6, 2–6; а на Отвореном првенству Мајамија од Светлане Кузњецове, 4–6, 7–6(5), 1–6. На овом турниру је први пут у својој каријери победила 18. носиоца Пати Шнидер и 4. носиоца Јелену Дементјеву.
Прву титулу у сезони освојила је на Тениском првенству Понте Ведра Бича, који се играо на теренима са зеленом шљаком. Савладала је Саманту Стосур, Виржини Разано, Данијелу Хантухову и Јелену Веснину на путу до финала, гдје је поразила Александру Вознијак, 6–1, 6–2. На наредном турниру са зеленом шљаком, Купу Чарлстона, у полуфиналу је савладала првог носиоца, Јелену Дементјеву, а у финалу је изгубила од Сабине Лизики, 2–6, 4–6. Изгубила је у раним фазама такмичења на њена два наредна турнира, која су играна на црвеној шљаци, Великој награди Штутгарта, у Штутгарту, и Међународном првенству Италије, у Риму. У Штутгарту ју је у другом колу поразила Марион Бартоли, 6–7(6), 4–6, а у Риму Викторија Азаренка, 2–6, 2–6. Стигла је до финала на Обавезном Премијер турниру у Мадриду, који се играо први пут, где је изгубила од прве тенисерке света, Динаре Сафине, 2–6, 4–6. Била је 10. носилац на Ролан Гаросу, где је у трећем колу изгубила од Соране Крстее, 6–7(3) 5–7. Крстеа и Возњацки су изгубиле у првом колу у конкуренцији парова од Марије Кириленко и Флавије Пенете, 4–6, 4–6.
Возњацки је била успешна у делу сезоне на трави, победила је у осам мечева за редом на овој подлози. Освојила је другу титулу сезоне на Међународном првенству Истборна, савладавши у финалу Виржини Разано, 6–7, 5–7. На Вимблдону је стигла до четвртог кола, у коме је поразила Сабина Лизики, 4–6, 4–6.
На свој 19. рођендан изгубила је у финалу Отвореног првенства Шведске од Марије Хосе Мартинез Санчез, 5–7, 4–6. Након што је као носилац била слободна у првом колу Отвореном првенству Лос Анђелеса, у другом колу ју је поразила Сорана Крстеа, 6–1, 5–6, 6–7(5). На Отвореном првенству Синсинатија поразила је Јелена Дементјева, 2–6, 1–6. На Отвореном првенству Канаде изгубила је у другом колу од Ђе Џенг, 5–7, 3–6. Након тога је одбранила титулу на Отвореном првенству Њу Хејвена. У првом колу је први пут у својој каријери добила меч без изгубљеног гема. Савладала је Едину Галовиц, 6–0, 6–0, за само 41 минут. У финалу је победила Јелену Веснину, 6–2, 6–4, и тако освојила своју трећу титулу у сезони.
Возњацки је била 9. носилац на Отвореном првенству САД. Стигла је до финала, у коме је изгубила од Ким Клајстерс, 5–7, 3–6, која се тек вратила професионалном тенису, након што се повукла 2007. Постала је прва тенисерка и Данске која је играла финале неког Гренд слем турнира. Добар резултат на овом турниру омогућио јој је да напредује на ВТА листи, на 6. место.
На свом првом турниру након Отвореног првенства САД, Отвореном првенству Токија, због вируса је предала меч против Александре Вознијак у другом колу, при резултату 0–5 у првом сету. Затим је изгубила у првом колу Отвореног првенства Кине од Марије Хосе Мартинес Санчез, 7–6(5), 6–7(2), 0–6. Затим је изгубила у полуфиналу ХП Опен од Саманте Стосур, 0–6, 6–4, 4–6. Наредне седмице, на Отвореном првенству Луксембурга, предала је меч првог кола због повреде колена, при вођству 7–5, 5–0, против Ане Крамер, што је изазвало контроверзе због вођства које је имала у тренутку предаје меча.
Квалификовала се за ВТА првенство, завршно првенство сезоне, које је играно у Дохи. У групној фази је изгубила од Јелене Јанковић, а победила Веру Звонарјову и Викторију Азаренку, што јој је обезбедило друго место у групи и пласман у полуфинале. Због повреде леве бутине и болова у стомаку, предала је полуфинални меч првој тенисерки света, Серени Вилијамс, при резултату 4–6, 1–0.

### 2010.
Возњацки је сезону почела учешћем на егзибиционом турниру у Хонгконгу, где је изгубила оба меча у појединачној конкуренцији за Екипу Европе, али је добила два меча у мешовитим паровима са Стефаном Едбергом. На свом првом ВТА турниру сезоне, Међународном првенству Сиднеја, изгубила је у првом колу од Ли На, 6–2, 3–6, 2–6. Била је 4. носилац на Отвореном првенству Аустралије, где је у четвртом колу други пут за редом поразила Ли На, 4–6, 3–6. Након турнира је напредовала на 3. место на ВТА листи.
На Отвореном првенству Индијан Велса била је други носилац. Стигла је до финала, у коме је поразила Јелена Јанковић, 2–6, 4–6. Након турнира је остварила најбољи пласман у каријери до тада, 2. место. На Отвореном првенству Мајамија изгубила је у четвртфиналу од Жистин Енен, 7–6(5), 3–6, 4–6.
Освојила је своју прву титулу у сезони на Тениском првенству Понте Ведра Бича, савладавши у финалу Олгу Говорцову, 6–2, 7–5. Након тога је учествовала у Купу Чарлстона, где је у полуфиналном мечу против Вере Звонарјове изврнула чланак јурећи скраћену лопту, па је предала меч док је губила 2–5. Иако је њен чланак и даље био повређен, наставила је да игра на турнирима током сезоне на шљаци. Изгубила је у раним фазама на турнирима у Штутгарту, Риму, Мадриду и Варшави.
Возњацки је била трећи носилац на Ролан Гаросу. Стигла је до четвртфинала, у коме је поразила будућа победница, Франческа Скјавоне, 3–6, 2–6. Возњацки је играла и у пару, са Данијелом Хантуховом, али су предале меч другом кола против Серене и Винус Вилијамс због повреде десног рамена Хантухове.
Возњацки је била бранилац титуле на првом турниру сезоне на трави, Међународном првенству Истборна, али је изгубила у првом колу од Араван Резај, 4–6, 6–1, 3–6. На Вимблдону је изгубила у четвртом колу од Петре Квитове, 2–6, 0–6.
На новом турниру из Међународне серије, Отвореном првенству Данске, била је први носилац. Био је то први дански ВТА турнир, организован углавном због популарности Возњацки у Данској. Освојила је своју другу титулу у сезони, савладавши у финалу Клару Закопалову, 6–2, 7–6(5).
Изгубила је у трећем колу Отвореног првенства Синсинатија од Марион Бартоли, 4–6, 1–6. Освојила је Отворено првенство Канаде, савладавши у финалу Веру Звонарјову, 6–3, 6–2. Полуфинални меч је због кише био одложен два дана, па је у понедељак наредне седмице играла и полуфинални меч против Светлане Кузњецове и финале против Вере Звонарјове. Након тога је трећи пут за редом освојила Отворено првенство Њу Хејвена, савладавши у финалу Нађу Петрову, 6–3, 3–6, 6–3. Због добрих резултата на ова два турнира, освојила је Летњу америчку серију тениских турнира.
Због повреде прве тенисерке света, Серене Вилијамс, Возњацки је први пут у каријери била први носилац на гренд слем турниру, на Отвореном првенству Сједињених Америчких Држава. Стигла је до полуфинала у коме је поразила Вера Звонарјова, 4–6, 3–6. Возњацки и Винус Вилијамс једине су тенисерке које су стигле бар до осмине финала на сва четири гренд слем турнира 2010.
Први турнир Возњацкијеве током сезоне турнира са тврдом подлогом у Азији био је Отворено првенство Токија, где је освојила своју пету титулу сезоне, савладавши у финалу Јелену Дементјеву, 1–6, 6–2, 6–3.
Након тога је освојила последњи Обавезни премијер турнир у сезони, Отворено првенство Кине, савладавши у финалу Веру Звонарјову, 6–3, 3–6, 6–3. То је била њена шеста титула у сезони, а 12. у њеној каријери. Пласманом већ у четвртфинале овог турнире престигла је Серену Вилијамс на првом месту ВТА листе. Постала је пета тенисерка која је стигла до првог места, а да није освојила ниједан гренд слем турнир. Такође, постала је прва тенисерка из Данске која се нашла на првом месту.
На завршном првенству сезоне, ВТА првенству у Дохи, Возњацки је била у групи са Франческом Скјавоне, Самантом Стосур и Јеленом Дементјевом. Победила је Дементјеву 6–1, 6–1, изгубила од Стосур 4–6, 3–6, и победила Скјавоне, 3–6, 6–1, 6–1, што јој је обезбедило прво место на ВТА листи на крају сезоне. У полуфиналу је савладала победницу друге групе, Веру Звонарјову, 7–5, 6–4. У финалу је изгубила од Ким Клајстерс у три сета, 6–3, 5–7, 6–3.
Возњацки је завршила сезону са 6 ВТА титула, што је највише од свих тенисерки. Клајстерс је освојила 5, а ниједна друга тенисерка није освојила више од две. Њен однос победа и пораза био је 65–22. Њених 65 победа било је највише у женском тенису 2010.

### 2011.
Возњацки је почела сезону егзибиционим мечом на Тајланду против Ким Клајстерс, који је изгубила, 3–6, 6–4, 10–12. Након тога је учествовала на егзибиционом турниру у Хонгконгу, где је била капетан Тима Европе. Победила је у два меча против Тима Азија Пацифик, након чега је поразила друга тенисерка света, Вера Звонарјова, 1–6, 0–6. Њен први ВТА турнир био је Међународно првенство Сиднеја, где је у првом колу била слободна, а у другом изгубила од Доминике Цибулкове, 3–6, 3–6.
Возњацки је била први носилац на Отвореном првенству Аустралије, што је био њен први гренд слем турнир као прве тенисерке света. Победила је Хиселу Дулко, 6–3, 6–4; Вању Кинг, 6–1, 6–0; Доминику Цибулкову, 6–4, 6–3; Анастасију Севастову, 6–3, 6–4; Франческу Скјавоне, 3–6, 6–3, 6–3; у полуфиналу је изгубила од Ли На, 6–3, 5–7, 3–6, иако је имала меч лопту када је сервирала при резултату 5–4 у другом сету.
Ким Клајстерс је сменила на првом месту ВТА листе 14. фебруара. Возњацки је те седмице освојила Тениско првенство Дубаија, савладавши у финалу Светлану Кузњецову, 6–1, 6–3, и тако се вратила на прво место. Стигла је до финала Отвореног првенства Катара, савладавши у два сета Нађу Петрову, Флавију Пенету и Марион Бартоли. У финалу је поразила Вера Звонарјова, 4–6, 4–6.
Возњацки је освојила први Обавезни Премијер турнир сезоне, Отворено првенство Индијан Велса, савладавши у четвртфиналу Викторију Азаренку, у полуфиналу Марију Шарапову, и у финалу Марион Бартоли, 6–1, 2–6, 6–3. То је била њена пета узастопна титула на Обавезним Премијер и Премијер 5 турнирима. На Отвореном првенство Мајамија изгубила је у четвртом колу од Андрее Петковић, 5–7, 6–3, 3–6.
Након тога је освојила први турнир на шљаци (зеленој) у сезони, Куп Чарлстона, савладавши у полуфиналу Јелену Јанковић, 6–4, 6–4, а у финалу Јелену Веснину, 6–2, 6–3. Њен наредни турнир био је Велика награда Штутгарта, турнир који се игра на црвеној шљаци. У четвртфиналу је побиједила Андреу Петковић, 6–4, 6–1, у полуфиналу Агњешку Радвањску, 7–5, 6–3, а у финалу је изгубила од Јулије Гергес, 6–7, 3–6. На Обавезном Премијер турниру у Мадриду у трећем колу је још једном поразила Јулија Гергеш, 4–6, 6–1, 3–6. На Међународном првенству Италије је у четвртфиналу поразила Јелену Јанковић трећи пут ове сезоне, 6–3, 1–6, 6–3, а у полуфиналу изгубила од касније побједнице турнира, Марије Шарапове, 5–7, 3–6. Наредне седмице је освојила свој први турнир на црвеној шљаци, Отворено првенство Брисела, који се играо први пут. У полуфиналу је савладала прошлогодишњу победницу Ролан Гароса, Франческу Скјавоне, 6–4, 4–6, 6–3, а у финалу Пенг Шуај, 2–6, 6–3, 6–3.
Возњацки је била први носилац на Ролан Гаросу 2011, али је у трећем колу поразила 28. носилац, Данијела Хантухова, 1–6, 3–6.
Освојила је турнир у својој земљи, Отворено првенство Данске, савладавши у финалу четвртог носиоца, Луцију Шафаржову, 6–1, 6–4, што је била њена пета титула у сезони, а 17. у каријери.
На Вимблдону је трећи пут за редом изгубила у четвртом колу, овај пут од Доминике Цибулкове, 6–1, 6–7(5), 5–7.
Возњацки се привремено вратила на црвену шљаку на Отвореном првенству Шведске. Побиједила је Ализе Корне, 6–4, 6–4, у првом колу, а у другом је предала меч Софији Арвидсон при вођству 6–2, 0–1,
Возњацки је почела Љетњу америчку серију на турниру у Торонту, гдје је била бранилац тутуле. Била је слободна у првом колу, а у другом је поразила Роберта Винчи, 4–6, 5–7. На турниру у Синсинатију је изгубила у другом колу од Кристине Мекејл, 4–6, 5–7. Наредне седмице је освојила своју четврту узастопну титулу на Отвореном првенству Њу Хејвена, савладавши у полуфиналу Франческу Скјавоне, а у финалу Петру Цетковска, 6–4, 6–1.
Возњацки је била први носилац на посљедњем гренд слем турниру сезоне, Отвореном првенству САД. У осмини финала је савладала Светлану Кузњецову, 6–76–8, 7–5, 6–1,; у четвртфиналу Андреу Петковић, 6–1, 7–68–6; а у полуфиналу је изгубила од Серене Вилијамс, 2–6, 4–6.
Ња Отвореном првенству Токија је изгубила у трећем колу од Каје Канепи, 5–7, 6–1, 4–6, а на Отвореном првенству Кине у четвртфиналу, од Флавије Пенете, 6–3, 0–6, 6–7(2). То је био једини пораз Возњацки у дванаест четвртфинала које је играла ове сезоне.
Возњацки је на ВТА првенству била први носилац. У групној фази је победила Агњешку Радвањску, 5–7, 6–2, 6–4, а изгубила од Вере Звонарјове, 2–6, 6–4, 3–6, и од Петре Квитове 4–6, 2–6. То је био први пут да није успела да стигне до полуфинала. Сезону је завршила на првом месту, с малом предношћу на ВТА листи у односу на другопласирану Петру Квитову.

### 2012.
Возњацки је почела сезону на Хопман купу 2012. у пару са Фредериком Нилсеном. Победила је у два од три меча која је играла у појединачној конкуренцији, Бетани Матек Сандс, 7–6(4), 6–2 и Цветану Пиронкову, 7–5, 4–6, 6–2, а изгубила је од Петре Квитове у три сета, 6–7(4), 6–3, 4–6. Возњацки и Нилесен су у пару добили меч против Американаца Мардија Фиша и Бетани Матек Сандс, 7–5, 6–3, а изгубили од Бугара Григора Димитрова и Цветане Пиронкове, 6–3, 4–6, [1–10].
Први ВТА турнир на коме је Возњацки играла је Међународно првенство Сиднеја. Била је слободна у првом колу, у другом је поразила Доминику Цибулкову, 7–5, 2–6, 6–4, а у четвртфиналу изгубила од Агњешке Радвањске, 6–3, 5–7, 2–6.
На првом гренд слем турниру сезоне, Отвореном првенству Аустралије, Возњацки је у првом колу савладала Анастасију Родионову, 6–2, 6–1, у другом Ану Таташвили, 6–1, 7–6(4), у трећем Монику Никулеску, 6–2, 6–2, у осмини финала Јелену Јанковић, 6–0, 7–5, а у четвртфиналу је изгубила од Ким Клајстерс, 3–6, 6–7(4), и тако изгубила прво место на ВТА листи.
Њен наредни турнир било је Отворено првенство Катара, које се играло у Дохи. Била је слободна у првом колу, а у другом је изгубила од Луције Шафаржове, 6–4, 4–6, 6–7(3).
Возњацки је била бранилац титуле на турнирима у Дубаију и Индијан Велсу, али није успела да одбрани ни једну титулу. У Дубаију је изгубила од Јулије Гергес, по трећи пут за редом, 6–7(3), 5–7, а у Индијан Велсу од Ане Ивановић, 3–6, 2–6, након чега је први пут од 2009. испала из првих пет на ВТА листи.
Њен наредни турнир било је турниру у Мајамију, где је као четврти носилац стигла до полуфинала, у коме ју је поразила Марија Шарапова, 4–6, 6–2, 6–4. У четвртфиналу је по први пут победила Серену Вилијамс, 6–4, 6–4.
Возњацкијевој није било дозвољено да брани титулу на Купу Чарлстона, јер према правилима Женске тениске асоцијације на Премијер 700 турнирима могу учествовати само две тенисерке из првих шест, а пре Возњацки су се за учешће на турниру већ пријавиле Агњешка Радвањска и Саманта Стосур.
Њен наредни турнир је Отворено првенство Данске у Копенхагену.

## Пласман на ВТА листи на крају сезоне
| Година  | 2006 | 2007 | 2008 | 2009 | 2010 | 2011 | 2012 | 2013 | 2014 |
| ------- | ---- | ---- | ---- | ---- | ---- | ---- | ---- | ---- | ---- |
| Пласман | 237  | 60   | 12   | 4    | 1    | 1    | 10   | 10   | 8    |

## Награде
- 2008. — Награда ВТА за нову тенисерку године[99]
- 2010. — Награда ИТФ за тенисерку године
- 2010. — Данска спортисткиња године